# Кохиус, Иван Степанович
Иван Степанович Кохиус (нем. Johann Franz von Kochius; 1729—1797) — обер-комендант в Ревеле, генерал от инфантерии.

## Биография
Происходил из мекленбургской семьи среднего достатка. Родился в Мекленбурге 2 января 1729 года.
В 1740—1747 годах воспитывался в Сухопутном шляхетном корпусе. Принимал участие в Семилетней войне. В 1758 году он стал адъютантом генерал-аншефа П. И. Стрешева.
В 1763 году переведён на Украину. В 1768 году был произведён в полковники и назначен командиром Брянского пехотного полка. Участвовал в русско-турецкой войне, проводил работы по укреплению побережья Ахтиарской бухты, на месте будущего Севастополя. В 1773 году получил звание генерал-майора, в 1779 года — генерал-лейтенанта. Был комендантом Балаклавы. С 1788 по 1797 год был обер-комендантом Ревеля. В 1797 году произведён в генералы от инфантерии и одновременно назначен командиром Ревельского гарнизонного полка.
Был награждён орденами Св. Анны (1775) и Св. Владимира 2-й степени.
Владел эстонским поместьем Клостергоф и был записан в эстонское матрикулы 5 января 1797 года.
Умер 29 сентября (10 октября) 1797 года в Ревеле.

## Семья
Был женат дважды. С 12 апреля 1758 года был женат на Барбаре фон Шваан. В ноябре 1776 года женился на Доротее Элизабет фон Кнорринг, овдовевшей баронессе Вреде, которая была сестрой Карла Фёдоровича Кнорринга. Известны его сыновья:
- Пётр Иванович (1759—1821), генерал-майор
- Павел Иванович (1777—1825), полковник